# Квирити
Квирити – древното название на римските граждани, свързвано (както и името на бог Квирин) с названието на сабинския град Курес или сабинската дума curis („копие“). Според съвременната наука в етимологията на думите квирити, курия и Квирин лежи значението vir („мъж“, „воин“, „гражданин“).